# Дашуківська сільська рада
Дашукі́вська сільська́ ра́да — адміністративно-територіальна одиниця та орган місцевого самоврядування в Лисянському районі Черкаської області. Адміністративний центр — село Дашуківка.

## Загальні відомості
- Населення ради: 470 осіб (станом на 2001 рік)

## Населені пункти
Сільській раді були підпорядковані населені пункти:
- с. Дашуківка

## Склад ради
Рада складалася з 12 депутатів та голови.
- Голова ради: Білоус Олександр Володимирович
- Секретар ради: Білоус Ніна Іванівна

### Керівний склад попередніх скликань
| Прізвище, ім'я, по батькові    | Основні відомості                                                         | Дата обрання | Дата звільнення |
| ------------------------------ | ------------------------------------------------------------------------- | ------------ | --------------- |
| Білоус Олександр Володимирович | Сільський голова, 1974 року народження, освіта вища, безпартійний         | 26.03.2006   | 31.10.2010      |
| Білоус Олександр Володимирович | Сільський голова, 1974 року народження, освіта вища, член Партії регіонів | 31.10.2010   |                 |

Примітка: таблиця складена за даними сайту Верховної Ради України

### Депутати
За результатами місцевих виборів 2010 року депутатами ради стали:

#### За суб'єктами висування
| Суб'єкт висування           | Кількість обраних депутатів | %    |
| --------------------------- | --------------------------- | ---- |
| Партія регіонів             | 8                           | 66,7 |
| Комуністична партія України | 2                           | 16,7 |
| Народна партія              | 2                           | 16,7 |

#### За округами
| № округу                    | Прізвище, ім'я, по батькові            | Дата визнання обраним | Освіта  | Партійна приналежність            | Відомості про обраного депутата                                       |
| --------------------------- | -------------------------------------- | --------------------- | ------- | --------------------------------- | --------------------------------------------------------------------- |
| Комуністична партія України |                                        |                       |         |                                   |                                                                       |
| 3                           | Кур'єва Олена Сергіївна                | 01.11.2010            | середня | член Комуністичної партії України | Уманський аграрний університет, студентка                             |
| 9                           | Пилипенко-Кур'єва Валентина Вікторівна | 01.11.2010            | середня | член Комуністичної партії України | пенсіонер                                                             |
| Народна Партія              |                                        |                       |         |                                   |                                                                       |
| 1                           | Гладченко Ірина Григорівна             | 01.11.2010            | середня | член Партії регіонів              | Дашуківська сільська рада, землевпорядник                             |
| 12                          | Шуляка Володимир Степанович            | 01.11.2010            | середня | позапартійний                     | ТОВ «Київ-транс», водій                                               |
| Партія регіонів             |                                        |                       |         |                                   |                                                                       |
| 2                           | Гуля Борис Миколайович                 | 01.11.2010            | середня | член Партії регіонів              | ВАТ «Дашуківські бентоніти», слюсар                                   |
| 4                           | Подопригора Оксана Іванівна            | 01.11.2010            | середня | член Партії регіонів              | Дашуківська загальноосвітня школа І-ІІ ст., вчитель початкових класів |
| 5                           | Котолуп Тетяня Петрівна                | 01.11.2010            | середня | член Партії регіонів              | Дитяча утанова, кухар                                                 |
| 6                           | Семенчук Володимир Григорович          | 01.11.2010            | середня | член Партії регіонів              | пенсіонер                                                             |
| 7                           | Гнатенко Світлана Федорівна            | 01.11.2010            | вища    | член Партії регіонів              | Сільська бібліотека, завідувачка                                      |
| 8                           | Демченко Галина Олексіївна             | 01.11.2010            | середня | член Партії регіонів              | Дашуківська сільська рада, спеціаліст ІІ кат. з бух. обліку           |
| 10                          | Білоус Ніна Іванівна                   | 01.11.2010            | середня | член Партії регіонів              | Дашуківська сільська рада, секретар                                   |
| 11                          | Клочко Сергій Іванович                 | 01.11.2010            | середня | член Партії регіонів              | підприємець                                                           |

## Населення
Згідно з переписом УРСР 1989 року чисельність наявного населення сільської ради становила 578 осіб, з яких 290 чоловіків та 288 жінок.
За переписом населення України 2001 року в сільській раді мешкало 468 осіб.

### Мова
Розподіл населення за рідною мовою за даними перепису 2001 року:
| Мова       | Відсоток |
| ---------- | -------- |
| українська | 99,36 %  |
| російська  | 0,21 %   |
| інші       | 0,43 %   |